# Cyrtopogon pulchripes
Cyrtopogon pulchripes là một loài ruồi trong họ Asilidae. Cyrtopogon pulchripes được Loew miêu tả năm 1871. Loài này phân bố ở vùng Cổ Bắc giới.